# Saint-Jouvent
 Saint-Jouvent  (en occitano Sent Jauvenç) es una población y comuna francesa, situada en la región de Lemosín, departamento de Alto Vienne, en el distrito de Limoges y cantón de Nieul.

## Demografía
| 811 | 821 | 871 | 1048 | 1292 | 1388 | 1607 |
| Para los censos de 1962 a 1999 la población legal corresponde a la población sin duplicidades (Fuente: INSEE [Consultar]) |     |     |      |      |      |      |